# Еверуман
Еверуман (швед. Över-Uman, також Överuman, норв. Över-Uman, також Umbukta) — озеро на півночі Швеції на кордоні з Норвегією, у Лапландії. Невеличка частина озера, що розташована на норвезькій території, у Норвегії називається Umbukta, знаходиться у фюльке Море-ог-Ромсдал, комуна Рана. Площа — 84,47 км², середня глибина — 20,5 м, максимальна глибина — 78,8 м. Розташоване на висоті 523,8 м. З озера бере початок річка Умеельвен, що впадає у Ботнічну затоку Балтійського моря.
Вздовж північного берега озера проходить автошлях E12.